# Радфот
Радфо́т (позначення українське: рф; міжнародне: rph) — застаріла одиниця вимірювання світності, рівна одному люмену на квадратний сантиметр (1 лм/см2).
Найменування «радфот» походить від одиниці освітленості фота. Приставка "рад" (від слова "радіація") підкреслює, що ця одиниця характеризує властивості випромінюючої, а не поглинаючої світло поверхні.

## Історична довідка
Радфот як одиниця був запропонований французьким фізиком  Андре Блонделем і у 1928 році включений в рекомендації Міжнародної комісії з освітленості (МКО),  однак вже в 1951 році МКО рекомендувала прийняти за одиницю вимірювання світності лм/м2.
В СРСР радфот застосовувався з 1932  (ОСТ 4891-32) по 1956 рік. В 1948 році «Положенням про світлові одиниці»  він визначався як одиниця світності, рівна 10 000 радлюксів, але в ГОСТ 7932-56  «Световые единицы» включений не був.
В Україні за станом на 2021 рік в сфері законодавчо регульованої метрології застосовується одиниця світності Міжнародної системи одиниць (SI) —  люкс (лк). Ця одиниця вимірювання співвідноситься з радфотом наступним чином: 1 рф=104лк.